# Kai Yu Pan
Kai Yu Pan (romanización de chino simplificado: 潘开玉 (1937) es una botánica china, siendo especialista taxonómica en la familia Gesneriaceae, en especial el género Oreocharis; y en menor grado la familia Paeoniaceae y su género Paeonia, publicando habitualmente en Acta Phytotaxonomica Sinica.

## Algunas publicaciones
- kin-yu Pan. 1997. Paeonia for Flora Reipublicae Popularis Sinicae, v. 27 : 37-59 et 603-604, Academia Sinica, Pekín

- -------------. 1995. The analysis of distribution pattern in the Paeoniaceae and its formation en Zhiwu Fenlei Xuebao [Acta Phytotaxonomica Sinica] 33 (4): 340 - 349.

- -------------. 1993. Paeoniaceae p. 545--546 en W-T Wang & S-G Wu (eds.) Vascular Plants of the Hengduan Mountains Science Press, Pekín

- La abreviatura «K.Y.Pan» se emplea para indicar a Kai Yu Pan como autoridad en la descripción y clasificación científica de los vegetales.[3]